# Stela z Gozo

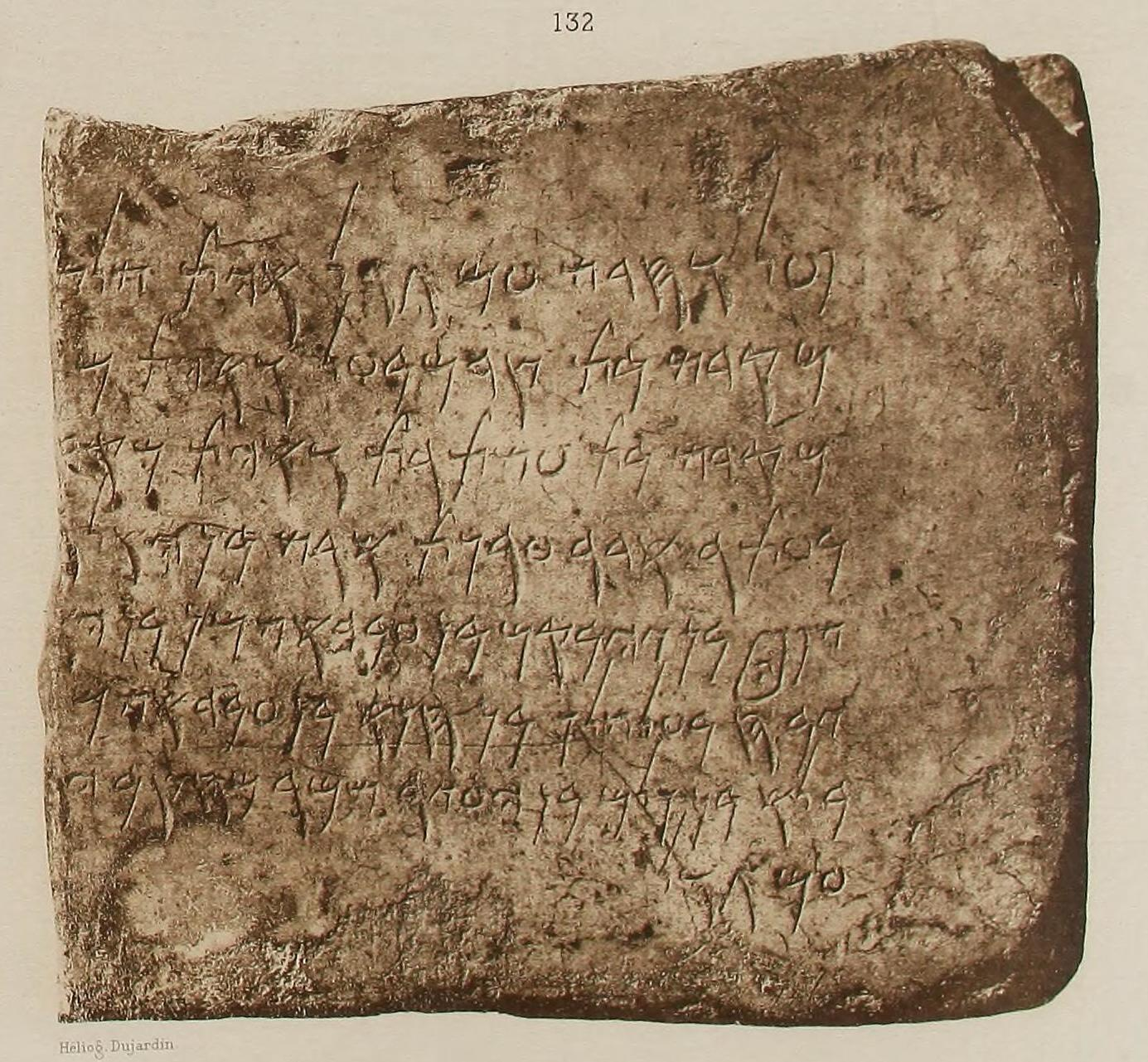
Stela z Gozo

Stela z Gozo – inskrypcja w języku fenickim znaleziona na Gozo w Republice Malty w 1855. Obecnie znajduje się w Muzeum Archeologii Gozo.
Po raz pierwszy została opublikowana przez włoskiego orientalistę Michelangelo Lanciego w jego Ragionamento di Michelangelo Lanci intorno a nuova stela fenicia discoperta in Malta, a następnie przez Honoré Théodorica d’Albert de Luynes w załączniku do swojego traktatu o sarkofagu Eszmunazara II. Odlew inskrypcji został podarowany Lanciemu przez włoskiego opata Don Luigi Marchettiego, który stacjonował na Malcie. Wielu uczonych kwestionowało jej autentyczność, ale później osiągnięto konsensus.
Stała się znana jako Melitensia Quinta, zgodnie z terminologią używaną przez Geseniusa w czterech poprzednich inskrypcjach maltańskich (Cippi Melkarta i Stele z Mdiny). Znany jest także jako KAI 62 lub CIS I 132.

## Tekst napisu
Napis upamiętnia odbudowę szeregu świątyń. Brzmi on:
| (wiersz 1) | P‘L WḤDŠ ‘M GWL ’YT ŠLŠ[T MQDŠM ... ... W’YT] | Mieszkańcy Gaulos (wyspa Gozo) odbudowali (dosł.: wykonali i odrestaurowali) trz[y sanktuaria ... i] |
| (2)        | MQDŠ BT ṢDMB‘L W’YT M[QDŠ BT ... ... W’YT]    | sanktuarium świątyni Ṣadama-Baala (Salammbo), i sank[tuarium świątyni ... i]                         |
| (3)        | MQDŠ BT ‘ŠTRT W’YT MQD[Š BT ... ...]          | sanktuarium świątyni Astarte i sanktu[arium świątyni ...]                                            |
| (4)        | B‘T R ’DR ‘RKT ’RŠ BN Y’LP[‘L ... ...]        | w czasach urzędowania Naczelnika Biura Robót Publicznych ’Arisa syna Iolp[a’ola ...                  |
| (5)        | ŠPṬ BN ZYBQM BN ‘BD’ŠMN BN Y’[LP‘L ... ...]   | ...]safoṭa(?) syna Zīboqa(?) syna ‘Abd’esmūna syna Io[lpa‘ola ...]                                   |
| (6)        | ZBḤ B‘LŠLK BN ḤN’ BN ‘BD’ŠM[N ... ...]        | Kapłanem ofiarnym był Ba‘alsillek syn Ḥanno syna Abd’esm[ūna ...                                     |
| (7)        | BL’ BN KLM BN Y‘ZR ŠMR MḤṢB Y’[... ...]       | ...] BL’ syn KLM syna Ya‘zora. Strażnikiem kamieniołomu był I[ol-(?)... (?) członek ...]             |
| (8)        | ‘M GWL                                        | mieszkańcy Gaulos.                                                                                   |